# Stare, Borîspil
Stare (în ucraineană Старе) este localitatea de reședință a comunei Stare din raionul Borîspil, regiunea Kiev, Ucraina.

## Demografie
Componența lingvistică a localității Stare
     Ucraineană (96,67%)
     Rusă (3,02%)
     Alte limbi (0,13%)
Conform recensământului din 2001, majoritatea populației localității Stare era vorbitoare de ucraineană (96,67%), existând în minoritate și vorbitori de rusă (3,02%).